# Seynesiopsis rionegrensis
Seynesiopsis rionegrensis är en svampart som beskrevs av Henn. 1904. Seynesiopsis rionegrensis ingår i släktet Seynesiopsis, divisionen sporsäcksvampar och riket svampar.   Inga underarter finns listade i Catalogue of Life.